# سما السرحان (المفرق)
سما السرحان منطقة سكنية تقع في لواء البادية الشمالية الغربية، محافظة المفرق في الأردن. تنتمي المنطقة لقضاء سما السرحان الذي يضم 9 مناطق. يقدر عدد سكانها بـ 7018 نسمة حسب إحصاء 2015.

## الوصلات الخارجية
- دائرة الاحصاءات العامة